# Gangjin

Locatie van de bestuurseenheid in de provincie Jeollanam-do

De bestuurseenheid Gangjin (kor .: 보성군, Gangjin-gun) is gelegen in de provincie Jeollanam-do, Zuid-Korea. Het administratieve hoofdkantoor bevindt zich in de stad Gangjin-eup. De bestuurseenheid heeft een oppervlakte van 501,8 km² en in 2020 een bevolking van 32.778. De bestuurseenheid ontstond in de 15e eeuw uit de fusie van de gebieden Dogang-hyeon en Tamjin-hyeon. De naam Gangjin betekent "prettige veerhaven".
Er is een monument voor de 17e-eeuwse Nederlandse ontdekkingsreiziger Hendrick Hamel, die de eerste West-Europeaan was die het tijdperk van de Joseon-dynastie in Korea meemaakte en erover schreef. Gestrand op het eiland Jeju, bleven Hamel en zijn mannen 13 jaar gevangen in Korea.
De ovens in Gangjin zijn een bekend gebied voor de productie van traditioneel Goryeo-porselein. Een groot festival over celadon-porselein wordt jaarlijks gehouden in de stad Gangjin in het Goryeo Celadon Museum met deelnemers van over de hele wereld.

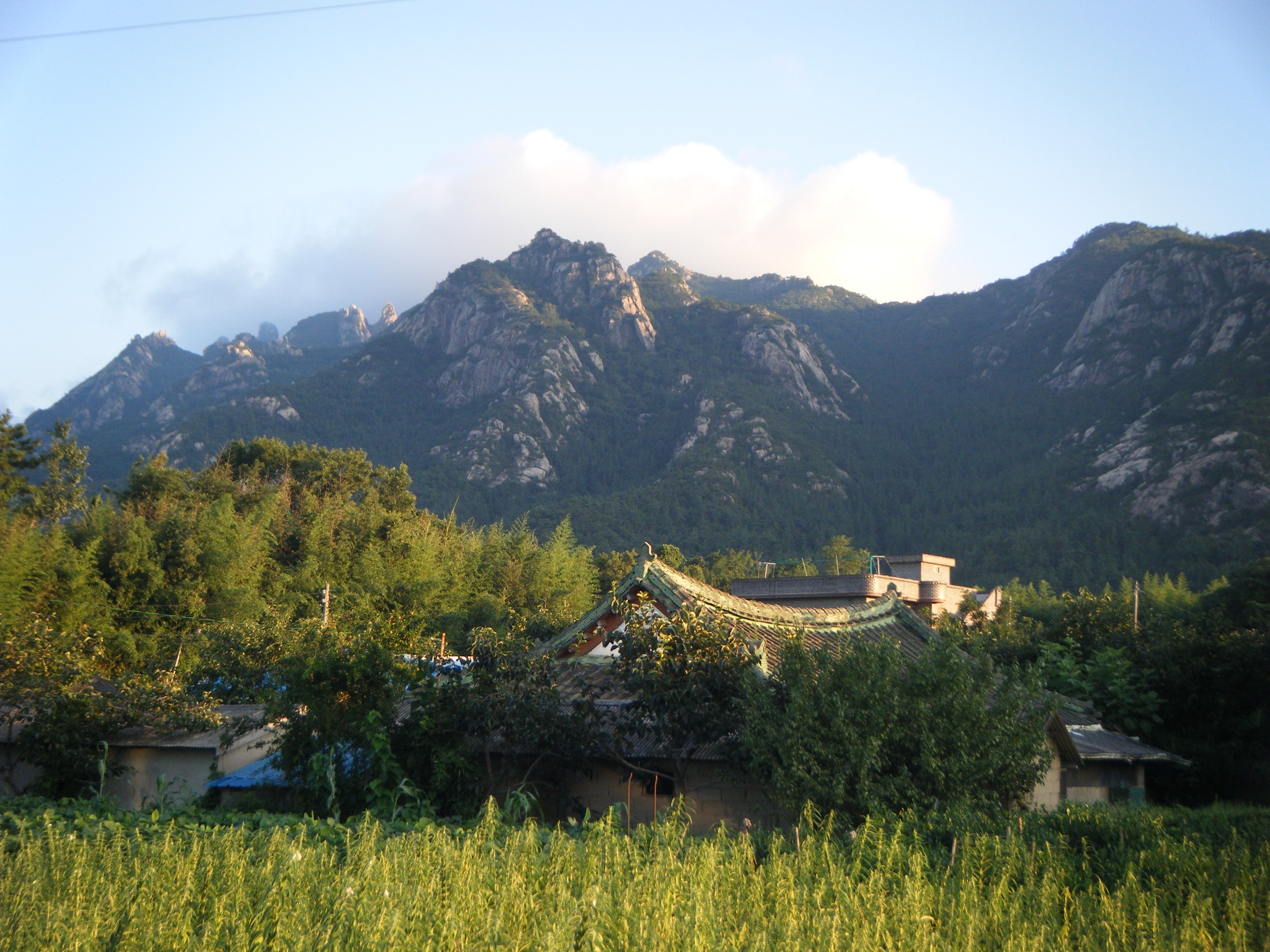
Nationaal Park Wolchulsan